# Ruth Milles
Ruth Milles, née le 19 avril 1873 à Vallentuna (Suède), et morte le 11 février 1941 à Rome, (Italie) est une sculptrice, céramiste, illustratrice et poétesse suédoise.

## Biographie
Fille du lieutenant Emil Mille Andersson et de Walborg Tisell, elle est la sœur de Carl Milles et la demi-sœur de l'architecte Evert Milles (1885-1960). Contrairement à son frère Carl, elle suit des études à l'École technique de Stockholm entre 1892 et 1893, puis à la Royal Academy of Arts de 1894 à 1898. De 1897 à 1904, Carl étudie la sculpture à Paris, où il est l'élève d'Auguste Rodin. L'année suivante, Ruth rejoint son frère à Paris. Ils fondent ensemble une société à Paris et vendent leur production faite de représentations de divers personnages de contes de fées, dont elle est l'auteur, et d'enfants sous la forme de petites sculptures de bronze. Elle pratique également la céramique.
Ils passent leurs vacances d'été en Bretagne à Briac, dont Ruth Milles dépeint la vie des gens de mer dans sa littérature et sa sculpture. En 1902, elle reçoit un prix spécial au Salon des artistes français.
Elle est atteinte de tuberculose en 1903. Elle voyage en Suède, s'installe à Islinge sur Lidingö, et y ouvre un atelier qu'elle partage avec son frère Carl. Elle obtient de nombreuses commandes d'institutions culturelles de Stockholm.
Malade, elle doit se résigner à abandonner la sculpture et se consacre à la poésie. 
En 1932, elle s'installe à Rome, son état de santé s'aggrave et, la gangrène s'installant, il devient nécessaire de l'amputer d'une jambe. Elle meurt à Rome et est enterrée au cimetière protestant de la ville.

## Collections publiques
- Théâtre dramatique royal, Stockholm : Jenny Lind, George Dahlqvist
- Nationalmuseum, Stockholm
- Galerie Thiel, Stockholm
- Musée Sainte-Croix, Poitiers

## Œuvres

### Publications
- De jours, gris et fleurs bleues, poésie, 1918
- Le rire magique, conte pour enfants illustré, 1923
- Didrik aviator, conte pour enfants illustré, 1924
- Glohit et Glodit, illustré, 1926
- Les trolls dans la forêt enchantée, histoires, chants et comptines, illustré, 1942

## Expositions
- Exposition internationale de Saint-Louis, 1905
- Exposition à Buenos-Aires, 1910
- Exposition à Rome en 1911
- Exposition universelle de San Francisco de 1915
- Exposition d'art suédois Charlottenborg au Danemark, 1916

## Hommages
- La ville de Vallentuna a une rue qui porte son nom